# Divizia Națională (2016/2017)
Sezon 2016/2017 jest 26. edycją rozgrywek o mistrzostwo Mołdawii. Tytułu broni Sheriff Tyraspol

## Zespoły
| Uczestnicy poprzedniej edycji                                                                                 | Uczestnicy poprzedniej edycji | Uczestnicy poprzedniej edycji | Uczestnicy poprzedniej edycji |
| --- | ----------------------------- | ----------------------------- | ----------------------------- |
| SHE | Sheriff Tyraspol              | 1                             |                               |
| DAK | Dacia Kiszyniów               | 2                             |                               |
| ZKI | Zimbru Kiszyniów              | 3                             |                               |
| OLB | Olimpia Bielce                | 4                             |                               |
| DAT | Dinamo-Auto Tyraspol          | 5                             |                               |
| MIL | Milsami Orgiejów              | 6                             |                               |
| SPE | Speranța Nisporeni            | 7                             |                               |
| PEH | Petrocub Hîncești             | 8                             |                               |
| ACK | Academia Kiszyniów            | 9                             |                               |
| SAX | Saxan Gagauz Yeri             | 10                            |                               |
| Spadek z Divizia Națională                                                                                    |                               |                               |                               |
| Awans z Divizia A                                                                                             |                               |                               |                               |
| UNG | FC Ungheni                    | 2                             |                               |
| Oznaczenia: - kolumna pierwsza – skróty nazw drużyn, - kolumna trzecia – miejsce zajęte w poprzednim sezonie. |                               |                               |                               |

## Tabela końcowa
| Lp. | Drużyna              | M  | Z  | R  | P  | B+ | B- | +/– | Pkt | Kwalifikacja lub spadek                      |
| --- | -------------------- | -- | -- | -- | -- | -- | -- | --- | --- | -------------------------------------------- |
| 1   | Sheriff Tyraspol (M) | 30 | 22 | 3  | 5  | 71 | 15 | +56 | 69  | Liga Mistrzów UEFA • II runda kwalifikacyjna |
| 2   | Dacia Kiszyniów      | 30 | 22 | 3  | 5  | 54 | 15 | +39 | 69  | Liga Europy UEFA • I runda kwalifikacyjna    |
| 3   | Milsami Orgiejów     | 30 | 22 | 2  | 6  | 57 | 20 | +37 | 68  | Liga Europy UEFA • I runda kwalifikacyjna    |
| 4   | Zarea Bielce         | 30 | 20 | 5  | 5  | 56 | 21 | +35 | 65  | Liga Europy UEFA • I runda kwalifikacyjna    |
| 5   | Zimbru Kiszyniów     | 30 | 13 | 7  | 10 | 32 | 29 | +3  | 46  |                                              |
| 6   | Petrocub Hincesti    | 30 | 8  | 10 | 12 | 31 | 38 | −7  | 34  |                                              |
| 7   | Speranța Nisporeni   | 30 | 7  | 8  | 15 | 24 | 35 | −11 | 29  |                                              |
| 8   | Academia Kiszyniów   | 30 | 8  | 3  | 19 | 21 | 52 | −31 | 27  |                                              |
| 9   | Dinamo-Auto Tyraspol | 30 | 5  | 8  | 17 | 31 | 58 | −27 | 23  |                                              |
| 10  | Saxan Gagauz Yeri    | 30 | 5  | 4  | 21 | 23 | 57 | −34 | 19  |                                              |
| 11  | Ungheni (S)          | 30 | 4  | 5  | 21 | 19 | 79 | −60 | 17  | Spadek do Divizii "A"                        |